# Habitica
Habitica (ранее HabitRPG) — это открытый менеджер задач в виде веб и мобильных приложений, разработанный HabitRPG, Inc. В отличие от большинства похожих программ, Habitica сформирована в виде ролевой игры.

## Концепция

Игровой процесс Habitica по состоянию на 16 декабря 2013 года.

Habitica — это продуктивное веб-приложение для самосовершенствования с наложенной игровой механикой, которая помогает игроку следить за ходом игры и сохранять мотивацию по достижение своих целей.
Игра спроектирована в виде ролевой игры, в которой игрок собирает такие предметы, как золото и броню, чтобы стать более сильным, а наградами поощряется поддержание реальных целей в виде привычек, ежедневных дел и задач.

### Привычки
В Habitica привычки — это долгосрочные цели, которые используются для изменения привычек человека. Эти «привычки» могут быть как положительные или отрицательные, так и то и другое вместе. Например:
- предопределенная привычка — «1 час продуктивной работы». Это полезная привычка: если у игрока есть час продуктивной работы, он получит опыт и золото.
- предопределенная привычка — «Нездоровая пища». Это вредная привычка: если игрок употребляет не питательную и богатую витаминами пищу, то теряет здоровье.
- предопределенная привычка — «Подниматься по лестнице». Это как полезная, так и вредная привычка: если игрок будет пользоваться лестницей вместо лифта, то получит опыт и золото, иначе потеряет здоровье.

Если игрок часто завершает положительный навык, он становится зелёным. Это значит, что он хорошо справляется со своей привычкой. С другой стороны, если игрок часто совершает отрицательную привычку, она начинает краснеть и причинит вред здоровью его персонажа. Когда игроки набирают достаточно очков опыта, они получают уровень, который восстанавливает их здоровье.

### Ежедневные дела
Habitica использует список ежедневных дел для отслеживания привычек, которые игрок хочет придерживаться в известной, запланированной и повторяемой манере. Завершение ежедневных дел осуществляется путем установки флажка: игрок заранее составляет свой список, а потом проверяет, что он выполнил в течение дня. Завершенные ежедневные дела дают игроку опыт и золото, не завершенные к концу дня дела приводят к потере здоровья.

### Задачи
Задачи — это разовые задания, которые можно добавлять или удалять. Когда игрок выполняет задание, он приобретает опыт. Выполненный список дел исчезает, позже его можно найти на вкладке «Завершено». В отличие от привычек и ежедневных дел, пропущенные задачи не приводят к потере здоровья игрока, но со временем задача просто становится более ценной (она дает больше опыта и золота после завершения).

## Ролевая игра
Основная часть Habitica представляет ролевой аспект. Ролевая игра — это игра, в которой игрок играет роль другого персонажа. В Habitica игрок берет на себя управление персонажем, которого он сам создает. Игрок может повышать уровень, открывая новые функции, однако в случае смерти от урона и невыполнения дел различные предметы: золото, очки характеристик и один уровень персонажа — будут потеряны.

### Персонаж
Игрок может настроить своего персонажа (обозначаемого в игре как аватар), используя различные варианты настройки, такие как волосы, цвет кожи и рубашки. Броня и мечи, которые игрок покупает и использует, также дают бонус к характеристикам. Некоторые начальные арты в оформлении взяты из BrowserQuest.
Система классов — ещё одна особенность, добавляющая сложности к ролевому аспекту Habitica. Игроки могут выбрать один из четырёх классов, каждый из которых имеет свой уровень доступной брони и различные основные и второстепенные атрибуты персонажей, влияющие на игровой процесс.

### Уровни
В зависимости от того, насколько хорошо игрок завершает свои привычки, ежедневные задания и задачи, он либо набирает опыт, либо теряет «здоровье». Когда игрок получает достаточно опыта, он получает уровень, но потеряв все свое здоровье, его персонаж умрет и будет отброшен на прежний уровень. Чем выше уровень игрока, тем больше возможностей у него есть.

### Валюта
Когда игрок осваивает привычку, задачу или ежедневное дело, он получает золото пропорционально сложности задания. Золото можно использовать для покупки наград, которые могут быть определены как поощрения из реального мира, либо же потратить на игровое снаряжение, которое может дать существенное продвижение в игре. Игровая валюта раньше делилась на золото и серебро, сотня серебра составляла один золотой. Сейчас в качестве валюты используется только золото.

### Питомцы и скакуны
При вычеркивании записей из списков, игрок иногда получает предметы: яйца, инкубационные эликсиры или еда. Игрок может комбинировать их, чтобы собрать коллекцию из 90 питомцев, которых можно показывать рядом со своим аватаром, и 90 скакунов, которых может седлать их аватар. Дополнительные питомцы и скакуны могут быть получены во время специальных мероприятий и выполнения квестов.

### Социальная ответственность
Игроки могут объединиться в команды для прохождения квестов, и также присоединяться к гильдиям и участвовать в испытаниях, проводимых другими игроками, где участник с наибольшим вкладом в выполнение задания выигрывает достижение. Игроки могут соревноваться с друзьями и другими участниками, а также сотрудничать для достижения общих побед. В командах и гильдиях, а также в общей таверне можно общаться друг с другом через чат.

### Сезонные события
В Habitica ежегодно проходят четыре сезонных события, называемые Большие праздники. Прошлые праздники включали новые квесты, специальные предметы, такие как снаряжение ограниченного выпуска и возможность настройки аватаров, а также боссов, с которыми все сообщество могло сражаться вместе. Так же отмечаются другие праздники, такие как День святого Валентина и День дураков.

## Мобильные приложения и расширения
Официальное мобильное приложение Habitica доступно для операционных систем Android и iOS. Они являются обновленной версией устаревшим мобильным приложениям HabitRPG, которые были выпущены после достижения цели фонда Kickstarter в $25,000.
Позже сообществом были написаны приложения для браузеров и различные пользовательские расширения, дополнения и надстройки.

## Восприятие критикой
Обозреватель Алан Генри написал для Lifehacker, что «хотя Habitica и не предлагает расширенных функций, которые есть во многих других приложениях для работы, она, безусловно, очень полезена и действительно вызывает привыкание». Келси Адамс написал для CNET, что Habitica (тогда известная как HabitRPG) «является подвидом RPG», и описывал, «насколько более убедительной может быть игра, чем реальность, для тех из нас, у кого мозги собраны таким образом».

## История
Тайлер Ренелль изначально создал HabitRPG, чтобы воспитать собственные привычки, вдохновившись книгами по саморазвитию «Сила привычки» и «The Now Habit». Самой ранней версией HabitRPG была электронная таблица Google Docs с цветовой кодировкой клеточных формул.
По мере роста сообщества HabitRPG, Ренелль обратился к Сиене Лесли и Вики Хсу. Лесли и Хсу стали соучредителями HabitRPG Inc., которая была официально зарегистрирована в качестве компании в 2014 году.
31 июля 2015 года сайт и приложения были переименованы в Habitica, в честь страны, где проходят приключения игроков. Изменение было сделано потому, что некоторые игроки сочли имя HabitRPG запутанным или трудно запоминающимся. Название компании осталось за HabitRPG, Inc.

## Сообщество
Помимо участия в социальных аспектах веб-сайта и приложений, сообщество участвует в оказании помощи и улучшении Habitica.

### Участники
Волонтеры сообщества вносят свой вклад в Habitica различными способами, например: создавая пиксель-арт, переводя текст, создавая музыку и звуковые эффекты, создавая сообщения в блогах для продвижения Habitica, редактируя Вики, устраняя ошибки, внедряя новые функции и отвечая на вопросы новых игроков.

### Kickstarter
Начиная с 11 января 2013 года, Ренелль начал кампанию по сбору средств на сайте Kickstarter для улучшения разработки приложения с целью $25,000. Цель была перевыполнена: до $41,191 собрали в общей сложности 2817 человек.

## API
Habitica имеет свой API, позволяющий создавать программистам сторонние приложения, расширения и другие инструменты, взаимодействующие с Habitica.